# Rockville (Minnesota)
Rockville és una població dels Estats Units a l'estat de Minnesota. Segons el cens del 2000 tenia 749 habitants.

## Demografia
Segons el cens del 2000, Rockville tenia 749 habitants, 268 habitatges, i 187 famílies. La densitat de població era de 438,2 habitants per km².
Dels 268 habitatges en un 44,8% hi vivien nens de menys de 18 anys, en un 58,2% hi vivien parelles casades, en un 7,1% dones solteres, i en un 30,2% no eren unitats familiars. En el 23,1% dels habitatges hi vivien persones soles el 6,3% de les quals corresponia a persones de 65 anys o més que vivien soles. El nombre mitjà de persones vivint en cada habitatge era de 2,79 i el nombre mitjà de persones que vivien en cada família era de 3,33.
Per edats la població es repartia de la següent manera: un 31,5% tenia menys de 18 anys, un 11,1% entre 18 i 24, un 37% entre 25 i 44, un 13,9% de 45 a 60 i un 6,5% 65 anys o més.
L'edat mediana era de 29 anys. Per cada 100 dones de 18 o més anys hi havia 113,8 homes.
La renda mediana per habitatge era de 43.854 $ i la renda mediana per família de 50.083 $. Els homes tenien una renda mediana de 31.964 $ mentre que les dones 22.000 $. La renda per capita de la població era de 16.527 $. Entorn del 2,1% de les famílies i el 4,8% de la població estaven per davall del llindar de pobresa.

## Poblacions més properes
El següent diagrama mostra les poblacions més properes.